# Hyposmocoma communis
Hyposmocoma communis là một loài bướm đêm thuộc họ Cosmopterigidae. Nó là loài đặc hữu của Kauai và Oahu. Loài địa phương ở Honolulu.